# Willie Gibson
William Gibson (Dumfries, 6 agosto 1984) è un calciatore e allenatore di calcio scozzese, centrocampista dell'Annan Athletic.

## Carriera
Ha giocato nella prima divisione scozzese.

## Palmarès

### Club

#### Competizioni nazionali
- Scottish Second Division: 1

Queen of the South: 2012-2013
- Scottish Challenge Cup: 3

Queen of the South: 2002-2003, 2012-2013
Falkirk: 2011-2012
- Scottish Championship: 1

Dunfermline: 2010-2011